# 키키 헤인즈
키키 헤인즈(Kiki Haynes, 1976년 12월 17일 ~ )는 미국의 배우, 텔레비전 배우, 영화배우이다.
리빙스턴에서 태어났다.

## 영화
- 리뎀션 오브 어 도그 (2012년)
- 마이 걸프렌즈 백 (2010년)
- 토너먼트 오브 드림스 (2007년)